# Waipara (miasto)
Waipara – miasto w Nowej Zelandii, w regionie Canterbury. Położone jest na Wyspie Południowej przy ujściu rzeki Waipara do morza. Leży 60 km na północ od Christchurch.
Region Waipara posiada reputację najlepszego producenta win ze szczepów pinot noir, riesling i chardonnay w Nowej Zelandii. W Waipara odnotowano najwyższe temperatury w lecie i najmniejszą sumę opadów ze wszystkich produkujących wina regionów Nowej Zelandii.